# استیو لایت‌فوت
استیو لایت‌فوت (انگلیسی: Steve Lightfoot) نویسنده، تهیه‌کننده مجموعه‌های تلویزیونی اهل بریتانیا است. او نویسندگی سریال هانیبال را در کارنامه دارد و هم‌چنین سازندهٔ سریال پانیشر می‌باشد.